# Blasticorhinus ussuriensis
Blasticorhinus ussuriensis är en fjärilsart som beskrevs av Bremer 1864. Blasticorhinus ussuriensis ingår i släktet Blasticorhinus och familjen nattflyn. Inga underarter finns listade i Catalogue of Life.

## Bildgalleri

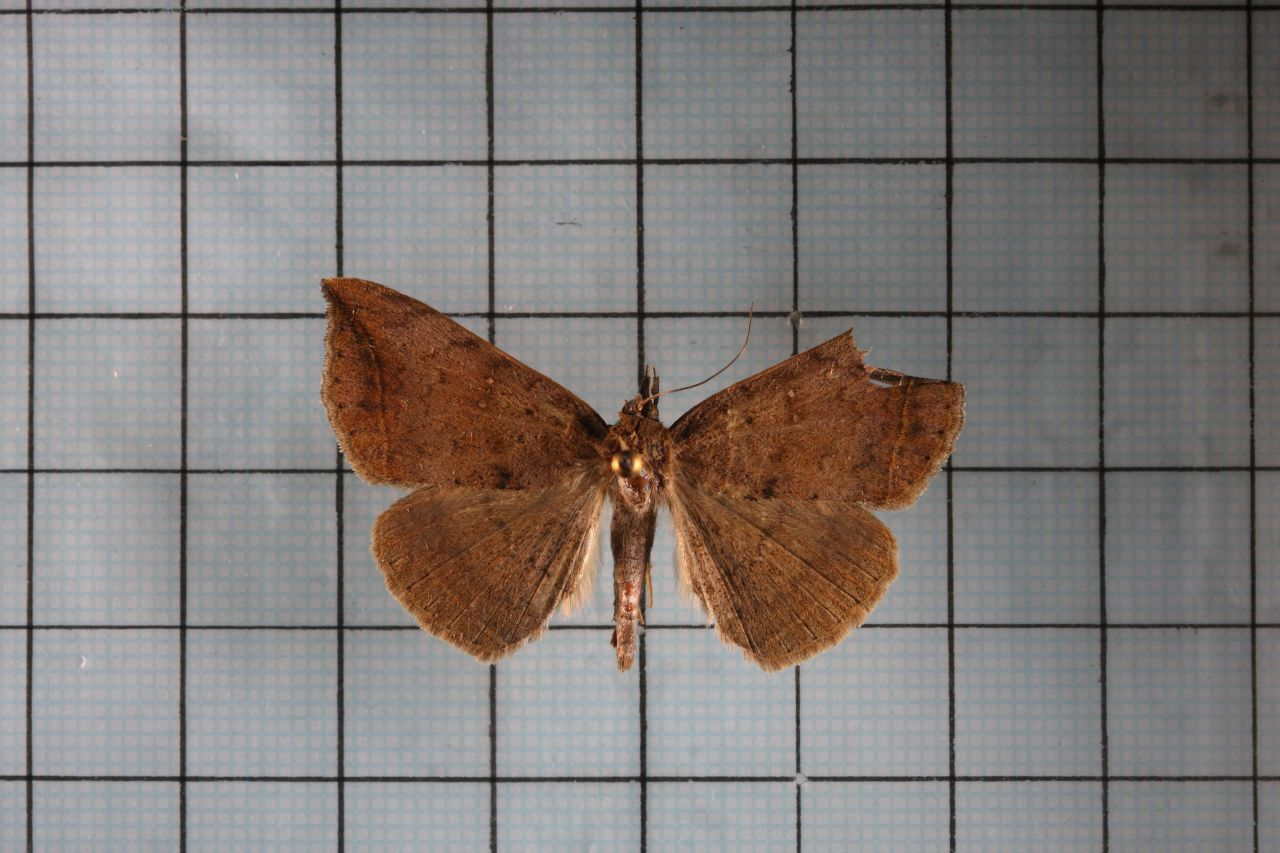
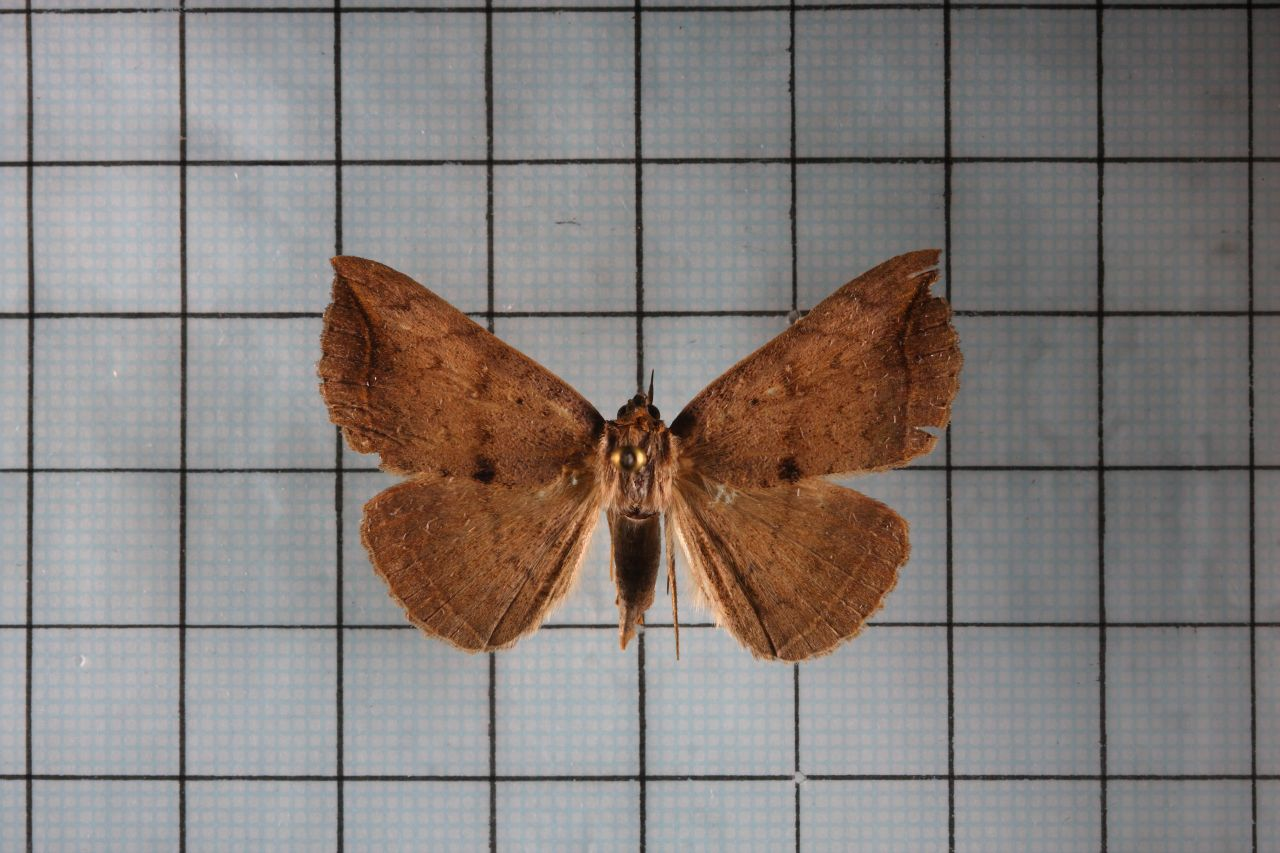